# Ekastiga
Ekastiga är ett naturreservat i Höörs kommun.
Reservatet består av ett kuperat landskap med mjuka former mellan dalar och kullar, ett så kallat kameslandskap. Området är omväxlande med skog, betes- och åkermarker. En brant bokskogsklädd rullstensås, som är en typisk sydskånsk ås, löper mellan Ekastiga och Jularp. Vid åsen finns flera åsgropar som är lämningar av isblock från inlandsisens avsmältning som skapat groparna när blocken smälte. Utöver bokskogsåsen finns ädellövskog och mindre klibbalkärr. I norr dominerar granskog. I reservatets alkärr finns den rödlistade hårklomossan.
Reservatet avsattes för rekreation och friluftsliv 1980 och arealen utökades den 14 oktober 1986

## Vägbeskrivning
Från riksväg 13 strax norr om Höör tar man av mot Frostavallen. Efter cirka 1,3 km är man framme vid Ekastiga.